# مازن حامد
مازن حامد
(2 أكتوبر 1992 - ) هو موسيقي وفنان سوداني. وُلد في الخرطوم في مستشفى الراهبات لأب وأم سودانيين. انتقل الى سلطنة عمان وهو في الثالثة من عمره ونشأ فيها حتى عاد مع أسرته إلى السودان في عام 2005. وتخرج من جامعة الخرطوم قسم الهندسة الميكانيكية.
بدأ العزف والغناء منذ الطفولة، ثم احترف الغناء بعد تخرجه. كما شارك  في تأسيس شركة "كومباس للإنتاج الفني" والتي قامت بإنتاج أفلام ومسلسلات وانتجت اوبريت الدروب.
من أبرز أغنياته الجندي المجهول، صوت قمرية، أنت النيل،واغنية ساقنا الهوى.
لحن ووزع أغنيات لعدد من الفنانيين السودانيين مثل الفنانة نانسي عجاج والفنان معتز صباحي.
كما قام بتأليف الموسيقى التصويرية المصاحبة للفيلم السوداني الحائز على عدة جوائز "وداعاً جوليا".

## الدراسة
وُلد مازن حامد في الخرطوم في مستشفى الراهبات لأب وأم سودانيين. نشأ في حي الرياض حيث أمضى ثلاث سنوات من عمره قبل أن ينتقل مع أسرته إلى سلطنة عمان في عام 1996.[اقتباس من غير مصدر]
درس مازن في سلطنة عمان في عدة مدارس حتى الصف السابع، ثم عاد إلى السودان في ٢٠٠٥ والتحق بمدرسة الميرغنية بمدينة بحري ثم انتقل منها إلى مدرسة بحري النموذجية بنين لدراسة الثانوية، ثم درس الهندسة الميكانيكية في جامعة الخرطوم.[اقتباس من غير مصدر]
تنقل مازن مع أسرته بين مختلف أحياء الخرطوم، بدءاً من حلة حمد، الأملاك، الجريف شرق، وبري، وأخيراً استقر في حي الأزهري في الخرطوم.[اقتباس من غير مصدر]
 يُعتبر من اوائل الفنانين سودانين الذين أنتج مقطع فيديو على موقع يوتيوب، أصدر أغانٍ أصلية،  ودُعي للغناء للاتحاد الأوروبي في السودان. مازن الف الموسيقية التصويرية لفيلم وداعًا جوليا، أول فيلم سوداني يتم عرضه في مهرجان كان السينمائي، الذي سجلها أثناء الاشتباكات المستمرة بين الجيش والمجتمع المدني في الخرطوم. 
خلال جائحة COVID-19، نظم مازن حفل موسيقي بعنوان "معًا في المنزل" لمساعدة الناس على البقاء في المنزل وتجنب نشر الوباء. ايضاً شارك مازن في مبادرات لزيادة الوعي مثل دعم المجهودات لمكافحة ختان الإناث في السودان. كان مازن ناشطًا أيضًا أثناء الثورة السودانية. لكن في عام 2022 داهمت قوات الأمن استوديو إذاعي يديره مازن واقتادته بقسوة شديدة إلى جهة مجهولة. أفرجت السلطات السودانية في 14 فبراير 2022 عن مازن من سجن سوبا. 